# Equivalente
Equivalente ({\displaystyle Eq} ou {\displaystyle eq}) é uma medida de quantidade de matéria, sendo definida como a massa, em gramas, de uma substância que pode reagir com {\displaystyle 6,022*10^{23}} eletrons.
{\displaystyle 6,022*10^{23}} é o número de  Avogadro, que é o número de partículas de um mol. Assim, o equivalente é a massa, em gramas, de uma dada substância que pode reagir com um mol de elétrons.
Equivalente é uma unidade utilizada em química e nas ciências biológicas. Traduz a tendência de uma substância a combinar-se com outras substâncias. É geralmente usada para determinar a normalidade.
Em outra definição, menos precisa, equivalente é o número de gramas de substância que pode reagir com um grama de hidrogénio atómico.
O equivalente poderia ser também formalmente definida através da quantidade de substância que irá:
1. reagir com o fornecimento de uma mole de íons de hidrogênio ({\displaystyle H^{+}}) em uma reação ácido-base; ou
2. reagir com ou fornecer um mol de elétrons em uma reação redox.

Os equivalentes são expressos em número de equivalente grama ({\displaystyle nEqg}).
Para cada tipo de substância, existe uma forma de se calculá-lo:
- ÁCIDOS→ Número de Hidrogénios Ionizáveis ({\displaystyle H^{+}} ligado a {\displaystyle O})

Ex.:{\displaystyle H_{2}(SO_{4})=2~{\text{Hidrogénios Ionizáveis}}-2Eqg}
- BASES→ Número de grupos "hidroxi" ({\displaystyle OH^{-}})

Ex.:{\displaystyle Al{(OH)}_{3}=3Eqg}
- SAIS→ Módulo da carga do cátion ou ânion

Ex.:{\displaystyle NaCl=Na^{1+}+Cl^{1-}=1Eqg}

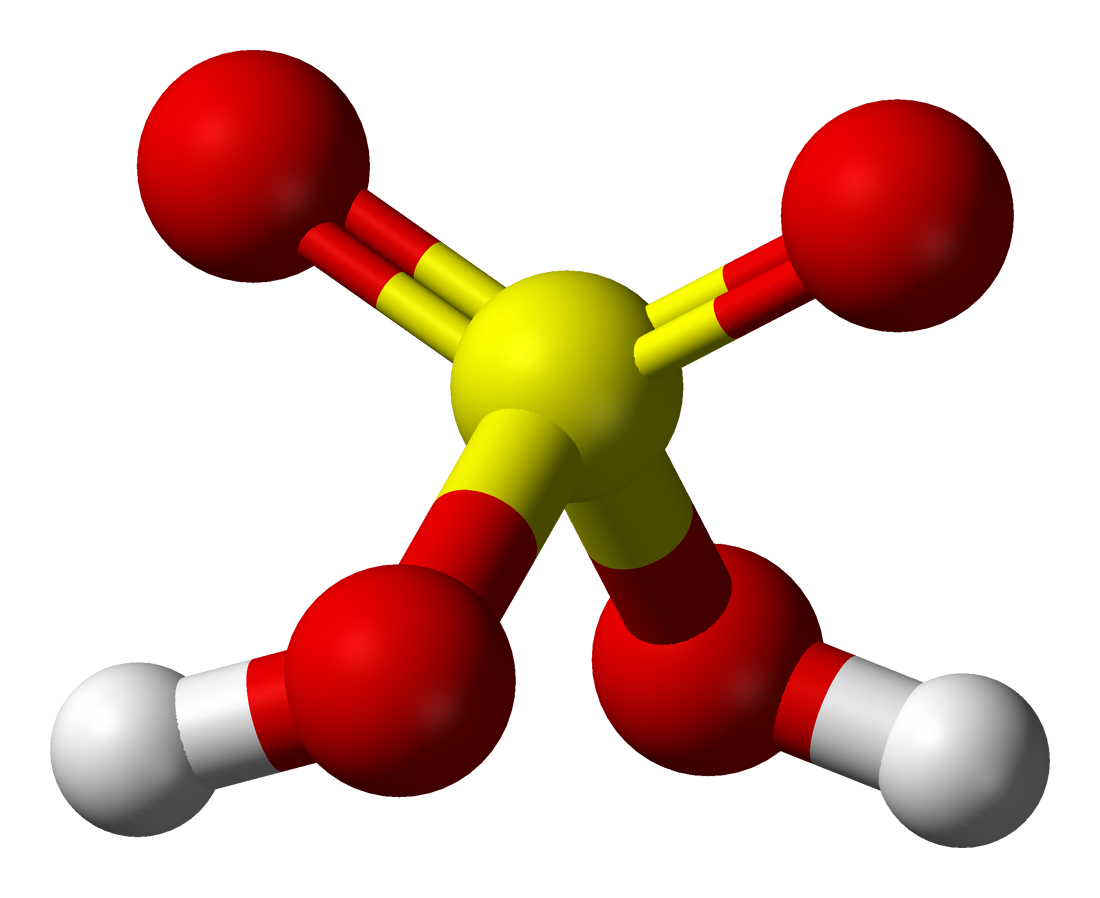
Exemplo 1: {\displaystyle H_{2}(SO_{4})}, Ácido sulfúrico.
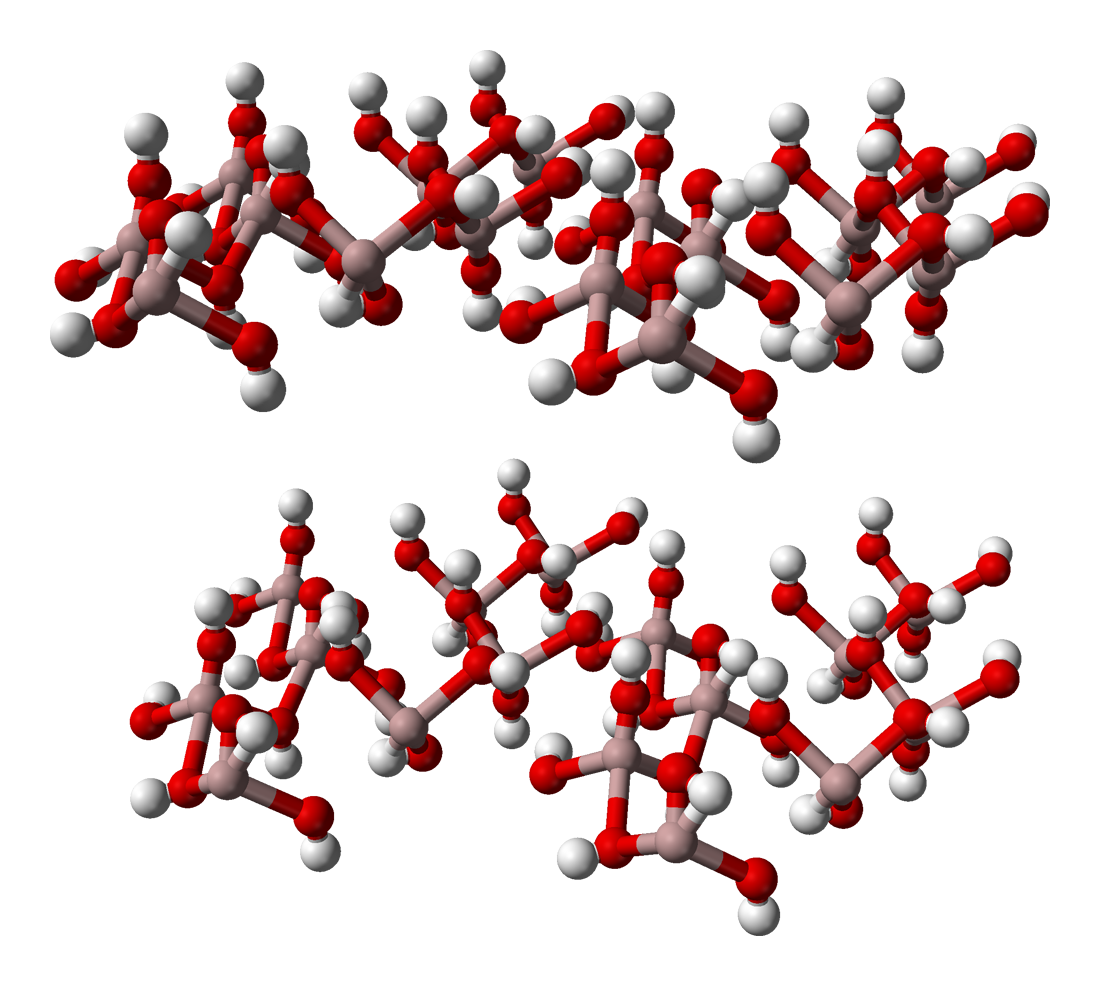
Exemplo 2: Estrutura cristalina do {\displaystyle Al{(OH)}_{3}}, Hidróxido de alumínio.
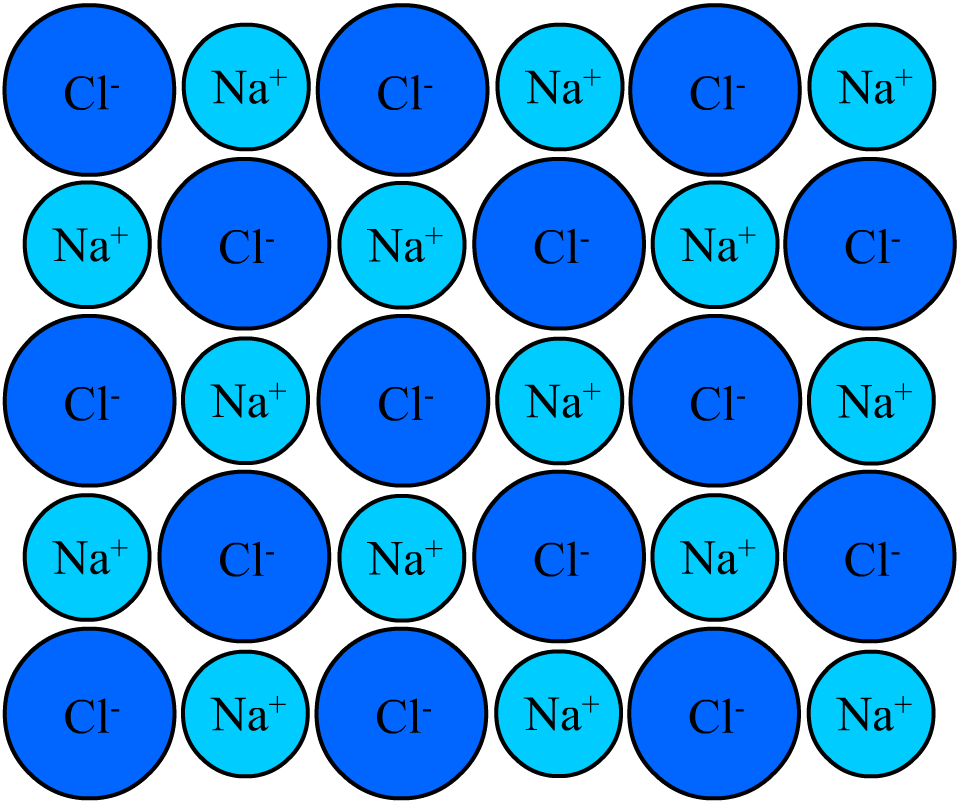
exemplo 3: Estrutura cristalina do {\displaystyle NaCl}, sal.

Outra definição, ainda mais imprecisa, descreve o equivalente como o número de gramas da substância que irá reagir com um grama de hidrogênio puro - o  que é verdade, já que um grama de hidrogênio equivale a aproximadamente um mol, e o hidrogénio puro tem um elétron livre; assim, um grama de hidrogénio equivale aos elétrons).
Desse modo, o peso equivalente de uma dada substância é efectivamente igual à quantidade de substância em mols, dividido pela valência da substância.
Na prática, o peso equivalente tem muito pouca importância e, sendo assim, ele é frequentemente descrito em miliequivalente ({\displaystyle mEq} ou {\displaystyle meq}), sendo que o prefixo mili denota que a quantidade é dividida por 1000.
Com muita frequência, a medida é usada em termos de miliequivalência do soluto por litro de solvente ({\displaystyle {\frac {mEq}{L}}}). Isto é especialmente comum para a medida de compostos em fluidos biológicos. Por exemplo, o nível saudável de potássio no sangue humano é definido entre {\displaystyle 3.5} e {\displaystyle 5.0~{\frac {mEq}{L}}}.
Equivalentes têm vantagem sobre outras medidas de concentração (como o mol) na análise quantitativa das reações. O melhor de se usar equivalentes é que não há necessidade de estudar-se muito sobre a natureza da reação. Por exemplo, não é necessário analisar e balancear as equações químicas. Os equivalentes dos reagentes reagem em número igual aos equivalentes dos produtos.
No caso de reações químicas trabalhosas, são usados equivalentes (ou miliequivalentes).